# Furious Angels (альбом)
Furious Angels — единственный альбом Роба Дугана, выпущенный в июне 2002 года на территории Великобритании и в июле 2003 года в США и Европе. Альбом был номинирован на премию Грэмми в номинации Best Boxed or Special Limited Edition Package (за лучшую упаковку специального издания).

## Релиз
Изначально альбом был издан в однодисковой комплектации, где преобладали треки с вокалом. Немного позже было выпущено двухдисковое издания альбома. Первый диск содержал 15 песен из первого издания, второй диск содержал 10 инструментальных версий песен с первого диска, а также два видеоклипа. К специальному изданию был приложен буклет с текстами песен и фотографиями. Альбом был записан, спродюсирован и профинансирован почти полностью самим Робом Дуганом, на деньги заработанные на использовании его песен в фильмах и на телевидении.

## Список композиций

### Диск 1
| №   | Название | Длительность |
| --- | --- | ------------ |
| 1.  | «Prelude» | 0:42         |
| 2.  | «Furious Angels» | 5:56         |
| 3.  | «Will You Follow Me?» | 3:50         |
| 4.  | «Left Me for Dead» | 4:39         |
| 5.  | «I'm Not Driving Anymore» | 4:34         |
| 6.  | «Clubbed to Death (Kurayamino Variation)»                                                                                         | 7:28         |
| 7.  | «There's Only Me» | 5:37         |
| 8.  | «Instrumental» | 4:28         |
| 9.  | «Nothing at All» | 6:32         |
| 10. | «Born Yesterday» | 5:20         |
| 11. | «Speed Me Towards Death» | 4:32         |
| 12. | «Drinking Song» | 3:58         |
| 13. | «Pause» | 0:33         |
| 14. | «One and the Same (Coda)» | 5:45         |
| 15. | «Clubbed to Death 2» (Бонусный трек для релиза в Великобритании. Начинается одной минутой тишины, длина самой композиции - 6:10.) | 7:10         |

### Диск 2 (инструментальный)
| №   | Название                   | Длительность |
| --- | -------------------------- | ------------ |
| 1.  | «Will You Follow Me?»      | 4:34         |
| 2.  | «Furious Angels»           | 6:04         |
| 3.  | «Left Me for Dead»         | 4:40         |
| 4.  | «I'm Not Driving Anymore»  | 4:34         |
| 5.  | «There's Only Me»          | 5:36         |
| 6.  | «Instrumental»             | 4:30         |
| 7.  | «Nothing at All»           | 5:54         |
| 8.  | «Born Yesterday»           | 7:33         |
| 9.  | «Speed Me Towards Death»   | 4:30         |
| 10. | «One and the Same (Coda)»  | 5:45         |
| 11. | «Clubbed to Death (Video)» | 3:28         |
| 12. | «Furious Angels (Video)»   | 3:58         |

## Использование песен
Некоторые треки с альбома были лицензированы для использования в фильмах, рекламе или на телевидении, например в серии фильмов Матрица и Top Gear.
Фильмы
- Трек Clubbed to Death:
  - Clubbed to Death (Lola) (1996)
  - Матрица (1999)
  - трейлер фильма За гранью (2003)
  - трейлер фильма Блэйд: Троица (2004)
  - трейлер фильма Ультрафиолет (2006)
  - трейлер фильма Catch a fire (2006)
- Трек I’m Not Driving Anymore
  - фильм Гонщик (Driven, 2006)
- Трек I’m Not Driving Anymore [instrumental version]
  - трейлер фильма Матрица: Перезагрузка
- Трек Furious Angels [instrumental version]
  - Матрица: Перезагрузка